# Gonâvebugten
Gonâvebugten (fransk: Golfe de la Gonâve) er en stor bugt ved vestkysten af Haiti.
Hovedstaden i Haiti, Port-au-Prince, og byerne Gonaïves, Saint-Marc, Miragoâne og Jérémie ligger langs bugten. Man finder også flere øer der, blandt andet Cayemites og den største ø i landet, Gonâve.
Floden Artibonite, som er den længste på hovedøen Hispaniola, løber også ud i bugten.

19°00′N 73°30′V / 19°N 73.5°V